# سوخودول (شهرستان گافوریسکی، باشقیرستان)
سوخودول (انگلیسی: Sukhodol, Gafuriysky District, Republic of Bashkortostan) یک شهرک در شهرستان گافوریسکی استان باشقیرستان کشور روسیه است.